# Armería de la Guardia Nacional (Mena, Arkansas)
La Armería de la Guardia Nacional es una edificación histórica de armas ubicada en las calles DeQueen y Maple, en Mena (Arkansas). Es un gran edificio art déco de un solo piso, construido con piedra de campo y concreto en 1931. Es el mejor ejemplo en Mena de un estilo de construcción de piedra que se encuentra típicamente en las áreas circundantes más montañosas. Fue diseñado por Derwood F. Kyle de Pine Bluff para incluir espacios de reunión comunitaria, una función que el edificio sigue desempeñando.
Fue incluido en el Registro Nacional de Lugares Históricos en 1991. El número de referencia NRHP es 91000682.